# Patricia Esquivias
Patricia Esquivias (Caracas, 1979) es una artista española de origen venezolano. Trabaja principalmente con vídeos.

## Biografía
Esquivias se graduó (BA) por Central Saint Martins College of Art and Design de Londres en 2001, y consiguió el título de máster en Bellas Artes (MFA) por California College of Arts de San Francisco en 2007. El trabajo de Esquivias está caracterizado por asemejarse a una narración de historias,  donde ella suele actuar como narrador. Muchos de los temas que tratan sus vídeos hablan acerca de la historia y la memoria.
Además, entre 1997 y 1998 acudió a Chelsea College of Art and Design, Foundation Studies, de Londres; y en 2006 tuvo la oportunidad de ir a Nueva York para así acudir a Skowhegan School of Painting and Sculpture.

## Becas y premios
- Taller con Mireya Masó, Murcia, España (2004).
- Beca de Residencia del Gobierno Mexicano. O.P.A. Guadalajara, México (2005).
- Beca Skowhegan School of Painting and Sculpture. Maine, EE. UU. 2006).
- Beca Fulbright para estudios en Estados Unidos (2006).
- Beca al Mérito California College of Arts, EE. UU. (2006).
- Present Future. Premio Illy, Artissima, Italia (2007).
- Premio EAST (2007).
- EAST International Fellowship (2007).
- Premio Barclay Simpson (2007).
- Generación ’09 Becas Caja Madrid (2008).
- Beca de Artes Plásticas Fundación Botín. Santander, España (2013).

## Exposiciones
Esquivias ha expuesto en Los Ángeles, Madrid, Marrakech, Nueva York y en otras ciudades alrededor del mundo. Algunas de las más destacadas son: 
- Folklore, Murray Guy, Nueva York, EE. UU. (2008).[2]
- Stedelijk Museum, Ámsterdam (2008).[1]

- 3ª Edición de la Bienal de Marrakech (2009).
- Todo lo que no es ración, es agio (24 de junio - 23 de noviembre de 2009). Museo Nacional Centro de Arte Reina Sofía.[7]
- Todas las tradiciones son inventadas. MARCO Museo de arte contemporáneo de Vigo, Vigo, España (2013):
- Murray Guy, Nueva York, EE. UU. (2014).
- Justo delante de nosotros: otras cartografías del Rif. MACBA, Barcelona (2014).
- Textura y trama y abstracción. Estrany de la Mota, Barcelona (2014).
- Capítulo I: Crónica. Narración, historia y subjetividad. Centre d’Art Contemporani de Barcelona (2014).
- 12th International Cuenca Biennial, Ecuador (2014).
- Fireflies in the Night, Stavros Niarchos Foundation Cultural Center, Athens (2015).

- Itinerarios XXI. Fundación Botín, Santander, España (2015).

- A veces decorado (19 de febrero - 5 de junio de 2016). Centro de Arte Dos de Mayo.[8]
- El poder del arte, Congreso de Diputados, 2018, participa con la obra Folklore #2 en la exposición organizada con motivo del 40 aniversario de la Constitución española.[9]

## Obra
- Folklore I (2006).[7]
- Natures at the Hand (2006).[1][2]
- Folklore II (2008).[6]
- Folklore IV (2009).[7]
- The Future Was When? (2009).
- Reads Like the Paper (2005–10).
- Of a short stay (2010–11).